# Trusovický potok
Der Trusovický potok (deutsch Drusowitzer Bach) ist ein linker Nebenfluss der March in Tschechien.

## Geographie
Der Trusovický potok entspringt vier Kilometer östlich von Huzová im Niederen Gesenke am Südosthang des Pomezí (706 m). An seinem Lauf nach Süden liegen Krahulčí, Horní Loděnice, Hraničné Petrovice, Na Mlýnku, Domašov u Šternberka und die Reste der Burg Tepenec. Sein tiefer Einschnitt durch das Niedere Gesenke wird als Bělkovické údolí bezeichnet.
Bei Bělkovice-Lašťany ändert der Bach seine Richtung nach Südwesten und tritt in die mährische Ebene ein. Es folgen Bohuňovice, Trusovice, Moravská Loděnice und Hlušovice. Bei Černovír mündet der Trusovický potok nach 30,1 Kilometern am nördlichen Stadtrand von Olomouc in die March. Sein Einzugsgebiet beträgt 81,7 km².

## Geschichte
Entlang des im Mittelalter als Loděnice und Temenice bezeichneten Baches führte der seit 1220 nachweisbare Handelsweg Gywowska cesta vom Olmützer Land über das Gebirge zur Provinz Troppau.

## Zuflüsse
- Dalovský potok (r), Horní Loděnice
- Těšíkovský potok (r), bei Těšíkov
- Jívovský potok (l), bei Jívová
- Lipovec (l), bei Jívová
- Domašovka (r), oberhalb Bělkovice-Lašťany
- Dolanský potok (l), bei Hlušovice